# راندال غريفز
راندال غريفز هو سياسي أمريكي، ولد في 19 مارس 1792، وتوفي في 10 ديسمبر 1831. انتخب عضو جمعية ولاية نيويورك ‏.